# Красна Вјес
Красна Вјес (старорус. Красне Село, подл. Krásne Sełó, пољ. Krasna Wieś) је село у Пољској које се налази у војводству Подласком у повјату Бјелском у општини Боћки.
Кроз ово село пролази пут Боћки - Орла
Број становника је око 162. 

## Историја
Основан у XIII веку. Први писани податак о потиче из 1509 године.
Од 1975. до 1998. године ово насеље се налазило у Бјалостоцком војводству.

## Атракције
- Руска градина из XII века.